# Americký útok na íránská jaderná zařízení 2025
Americké útoky na jaderná zařízení v Íránu se odehrály dne 22. června 2025 jako součást Izraelsko-íránské války zvaná operace Půlnoční kladivo (anglicky Midnight Hammer). Americký prezident Donald Trump oznámil, že americké letectvo a námořnictvo zaútočilo na několik íránských jaderných zařízení, a to konkrétně ve městech Fordo, Natanz a Isfahán, kde se nacházela klíčová zařízení pro obohacování uranu v zemi. K útoku byly použity letouny Northrop B-2 Spirit, vyzbrojené naváděnými pumami GBU-57 MOP, a střely BGM-109 Tomahawk odpálené z ponorek.

## Pozadí
V březnu 2025 americký prezident Donald Trump v dopisu adresovaném íránskému nejvyššímu duchovnímu vůdci ajatolláhu Chameneímu napsal, že jednání o nové dohodě o íránském jaderném programu musejí uspět do 60 dnů. V polovině května Trump uvedl, že dohoda je na dosah. Trump představitele Íránu současně vyzval, aby jednali rychle, jinak se stane „něco špatného“. Íránský ministr zahraničí Abbás Arakčí, který vedl vyjednávání za íránskou stranu, však 20. května řekl, že Írán dosud nepřijal termín dalšího, už pátého kola jednání. Za USA vyjednával Trumpův vyjednavač Steve Witkoff.
Americký deník The New York Times uvedl, že izraelský premiér Benjamin Netanjahu plánoval úder na Írán už v prosinci 2024 po pádu režimu syrského prezidenta Bašára Asada, když se Izraeli otevřel vzdušný koridor nad Sýrií. USA však útok nepodpořily. V dubnu 2025 Trump izraelského premiéra od úderu znovu odradil a na konci května ho Trump ještě jednou varoval před jednostranným útokem, který by poškodil diplomacii. Na začátku června Steve Wittkof oznámil, že Spojené státy a Írán jsou na pokraji dohody. Dne 4. června však Chameneí americký návrh odmítl. Trump poté částečně podpořil izraelský útok, když příslibil podporu amerických zpravodajských služeb při izraelském útoku. Ovšem odmítl přímé vojenské zapojení.
Dne 13. června 2025 izraelská armáda zaútočila na cíle íránského jaderného programu a od té doby se země vzájemně ostřelovaly. Izrael při náletech zničil či zásadně poškodil nadzemní provoz jaderných zařízení Íránu, neměl však zbraně, které by dokázaly úspěšně zničit podzemní provoz. Zejména šlo o jaderné zařízení Fordo umístěné hluboko pod zemí. Budovy rozléhající se na 5000 metrech čtverečních, kde probíhá výzkum a do kterých je umístěno přibližně 3000 centrifug na obohacování uranu, se nachází až 90 metrů pod zemí. Jediná země s účinnými střelami byly Spojené státy. V prvním týdnu útoků se proto spekulovalo o zapojení USA do konfliktu.
Americký deník The Wall Street Journal na základě svých zdrojů 19. června tvrdil, že Trump svým poradcům řekl, že schválil plány amerického útoku na Írán. Ohledně konečného rozkazu ovšem čekal na to, zda Íránci ukončí svůj jaderný program. Američané mezitím na Blízký východ přesunuli letecké tankery, stíhačky nebo bombardéry a letadlové lodě. Sám Trump to veřejně komentoval slovy: „Možná to udělám, možná to neudělám.“
Trump 19. června také uvedl, že rozhodne o zapojení USA do dvou týdnů, podle toho, zda Írán bude spolupracovat. Nicméně v té době již bylo o akci rozhodnuto a prohlášení o dvoutýdenním odkladu měla být záměrná strategie. Trump se snažil operaci utajit. Vyslal letadla jiným směrem a neinformoval Kongres ani evropské spojence.

## Průběh

### Americký útok
Dne 22. června 2025 časně ráno kolem 2:10 místního času Spojené státy zaútočily na tři íránské jaderné objekty, včetně jaderného zařízení ve Fordo. Kromě provozu ve Fordo šlo o komplex v Isfahánu a provoz v Natanzu. Trump ve svém projevu národu sdělil, že íránské jaderné provozy byly zcela zničeny. Současně varoval představitele Íránu, že pokud neuzavřou mír, čekají je mnohem větší údery. Ve svém pozdějším projevu k americkému lidu sdělil, že se podařilo zastavit íránskou jadernou hrozbu. Trump například řekl: „Írán čeká buď mír, nebo tragédie.“
V sobotu 21. června se objevily potvrzené zprávy, že letouny B-2 odstartovaly ze základny Whiteman v americkém státě Missouri směrem k Indickému oceánu. Letěly bez mezipřistání (s několikerým tankováním za letu) 18 hodin (tam a zpět celkem sedmatřicet hodin). Na Trumpův rozkaz americké letectvo poprvé nasadilo bomby GBU-57 určené k ničení podzemních bunkrů, každá z nich vážila přes třináct tun. Na komplex Fordo zaútočila jediná letadla, která takovou bombu mohou nést – bombardéry B-2. Současně střely s plochou dráhou letu, odpálené z ponorek, zasáhly sklad s jaderným palivem v Isfahánu a další továrnu na obohacování v Natanzu.
Rozsah a podobu amerického úderu na tři místa naplánoval předseda Sboru náčelníků štábů Spojených států amerických generál Dan Caine. Podle něj bylo do operace zapojeno více než 125 letounů, včetně tankerů a stíhaček, které se zaměřily na potlačení protivzdušné obrany. Svrženo bylo 14 bomb schopných ničit bunkry.
Trump ve svém projevu řekl, že útok mířil pouze na jadernou infrastrukturu, ne na íránské vůdce. Později ale na sociální sítě napsal: „Není politicky korektní používat termín ‚změna režimu‘, ale jestliže je současný íránský režim neschopný učinit Írán opět skvělým, proč by ke změně režimu nemohlo dojít? MIGA!“ Odkazoval tím na svůj slogan MAGA (Make America Great Again), v tomto kontextu Make Iran Great Again.
Íránský ministr zahraničí Abbás Arakčí označil americký útok za skandální. Uvedl také, že bude mít dlouhodobé důsledky. Íránská státní média mluvila jen o menších škodách, které měly útoky napáchat. Mezinárodní agentura pro atomovou energii nezaznamenala na zasažených místech zvýšenou radiaci. Vedení elitních Íránských revolučních gard po útoku oznámilo, že veškeré americké základny na Blízkém východě jsou od útoku legitimními cíli íránské odvety. USA mají základny například v Kataru, Saúdské Arábii, Spojených arabských emirátech nebo Iráku.

### Íránská odveta
Dne 23. června 2025 Írán odpálil 19 raket (podle amerického prezidenta D. Trumpa 14 raket) na americkou vojenskou základnu Al-Udajd v Kataru. Katarská protiraketová obrana v 19 hodin místního času informovala katarskou vládu, že íránské rakety jsou ve vzduchu a míří na základnu Al Udajd. Katar následně oznámil, že se jeho protivzdušné obraně vyzbrojené protiraketovým systémem Patriot podařilo úder úspěšně zachytit a nikdo nebyl zraněn ani nezemřel, přičemž 7 raket bylo zneškodněno nad Perským zálivem, 11 nad Dauhá a 1 raketa dopadla do neobydlené oblasti. Islámské revoluční gardy tvrdily, že americkou základnu zasáhlo celkem šest raket. USA jednorázovou odvetu očekávaly.
Podle D. Trumpa byla americká strana íránskou stranou předem o útoku informována. USA následně informaci předaly Kataru. Podle prohlášení íránské Rady národní bezpečnosti nepředstavovaly rakety žádné nebezpečí pro katarský lid.

## Reakce
Většina Republikánů krok americké administrativy podpořila, naopak většina členů Demokratické strany vyjádřila obavy z možného porušení americké ústavy. Kromě toho vyvolal útok obavy o další eskalaci konfliktu a zhoršení mezinárodní bezpečnostní situace.
Státní zpravodajská agentura Íránu IRNA uvedla, že v zasažených oblastech k žádnému obohacování uranu nedocházelo. Íránská vláda pak uvedla, že provede odvetná opatření.

### Mezinárodní reakce
- Česko: Český premiér Petr Fiala (ODS) na sociální síti X uvedl: „Jaderný program Íránu vážně ohrožuje mezinárodní bezpečnost, dnešní americký útok na tři íránské jaderné provozy je tak pochopitelnou snahou zabránit mu ve vývoji jaderných zbraní.“[24]
- Čína: Čínské ministestvo zahraničí vydalo následující prohlášení: „Čína silně odsuzuje útok Spojených států na íránská jaderná zařízení. Krok porušuje Chartu OSN a zvyšuje napětí na Blízkém východě.“[25]
- Egypt: Egyptské ministerstvo zahraničí odsoudilo jakékoli porušení Charty OSN a suverenity všech zemí a vyzvalo k diplomacii, aby se Blízký východ nepropadl do hluboké nestability.[26]
- Francie: Francouzský ministr zahraničí Jean-Noël Barrot prohlásil: „Francie naléhavě vyzývá strany ke zdrženlivosti, aby se vyhnuly jakékoli eskalaci, která by mohla vést k rozšíření konfliktu.“ Paříž se podle něj nadále staví proti možnosti, aby Írán získal jadernou zbraň, a přeje si jednání.[26]
- Indie: Indický premiér Naréndra Módí řekl, že po amerických útocích na Írán telefonicky hovořil s íránským prezidentem, a vyzval k okamžité deeskalaci a diplomatickému řešení.[26]
- Irák: Mluvčí irácké vlády uvedl: „Vojenská řešení nemohou nahradit dialog a diplomacii.“ Dodal, že americké útoky na jaderná zařízení v Íránu ohrožují bezpečnost a mír na Blízkém východě.[26]
- Kanada: Kanadský premiér Mark Carney vystoupil s výzvou k neprodlenému návratu k jednáním a dosažení diplomatického řešení. „Přestože vojenská akce USA měla hrozbu odstranit, situace na Blízkém východě zůstává velmi nestabilní,“ řekl.[26]
- Katar: Katarské ministerstvo zahraničí vyzvalo všechny strany ke zdrženlivosti a uvedlo: „Současná nebezpečná eskalace v regionu by mohla mít katastrofální důsledky jak na regionální, tak i na mezinárodní úrovni.“[26]
- Libanon: Libanonský premiér Nawáf Salám podle agentury AP řekl, že jeho země musí zůstat mimo možnou regionální eskalaci konfliktu. V Libanonu má stále velký vliv tamní militantní hnutí Hizballáh, které má zastoupení i v parlamentu a je spojencem Teheránu.[26]
- Německo: Německý kancléř Friedrich Merz vyzval Teherán, aby zahájil jednání s USA a Izraelem.[26] Dodal, že: „nevidí jediný důvod, proč by měl kritizovat Izrael a Spojené státy za útok na Írán a jeho jaderná zařízení.“[27]
- Omán: Omán vyjádřil obavy z rozšíření války v regionu a americké útoky označil za porušení mezinárodního práva.[26]
- Rusko: Ruský prezident Vladimir Putin při přijetí šéfa íránské diplomacie Abbáse Arakčího dne 23. června 2025 v Kremlu odsoudil útoky USA a Izraele na Írán jako nevyprovokovanou a neospravedlnitelnou agresi.[28] Ruské ministestvo zahraničí již dříve vydalo následující prohlášení: „Rusko odsuzuje útok Spojených států na íránská jaderná zařízení.“[25]
- Saúdská Arábie: Saúdská Arábie odsoudila americké zapojení do izraelsko-íránské války. Její ministerstvo zahraničí vyzvalo ke zdrženlivosti, aby se zabránilo dalšímu zhoršení situace. Mezinárodní společenství by podle Rijádu mělo za těchto „citlivých okolností“ zvýšit úsilí o politické řešení krize.[25]
- Slovensko: Slovenský ministr zahraničí Juraj Blanár údery USA odsoudil. Považuje za nepřípustné, aby kterýkoliv stát prováděl na území jiného státu vojenské operace.[26]
- Spojené království: Podle britského premiéra Keira Starmera USA zaútočily na íránské jaderné provozy, aby zmírnily vážnou hrozbu tamního jaderného programu.[26]
- Turecko: Turecko se vyjádřilo, že spor lze vyřešit jedině diplomacií. Vyjádřilo obavy z dalšího rozšíření regionálního konfliktu.[26]

- Evropská unie: Předsedkyně Evropské komise Ursula von der Leyenová na sociální síti X napsala: „Nyní nastal okamžik, aby Írán přistoupil ke věrohodnému diplomatickému řešení. Jediným místem, kde lze tuto krizi ukončit, je jednací stůl.“[26]
- Evropská unie: Šéfka unijní diplomacie Kaja Kallasová též vyzvala k návratu za jednací stůl. Írán však podle ní nesmí získat jadernou bombu. Ve svém příspěvku na sociální síti X uvedla: „Vyzývám všechny strany, aby ustoupily, vrátily se k jednacímu stolu a zabránily další eskalaci.“[26]
- Organizace spojených národů: Generální tajemník OSN António Guterres americký útok označil za nebezpečnou eskalaci v regionu, který už je na hraně, a za přímou hrozbu mezinárodní bezpečnosti a míru. Narůstá podle něho riziko, že se konflikt může vymknout kontrole, což by mělo katastrofální následky pro civilisty, region i svět. Na sociální síti X napsal: „V této nebezpečné hodině je nutné zabránit spirále chaosu. Vojenské řešení neexistuje. Jedinou cestou je diplomacie. Jedinou nadějí je mír.“[26]
- NATO: Generální tajemník Mark Rutte prezidentu Trumpovi poděkoval za „rozhodnou akci v Íránu“.[29]